# Esakiopteryx expressata
Esakiopteryx expressata là một loài bướm đêm trong họ Geometridae.